# Агстев
Агсте́в, Акстафа, Акстафачай (вірм. Աղստև, азерб. Ağstafacay) — річка у Вірменії та Азербайджані, права притока Кури. Довжина 133 км, площа басейну 2 589 км². Бере початок на території Вірменії, на північно-західному схилі гори Тежлер — однієї з вершин Памбакського хребта, перетинає Малий Кавказ. У верхів'ях Агстев — гірська річка, що тече у вузькій лісистій ущелині, трохи розширюється біля міста Діліжан. Нижче протікає широкою долиною.
Середня витрата води — 8,22 м³/с, річний стік — 256 мільйонів м³. Води річки використовуються для зрошення виноградників.
Найбільші притоки — Блдан, Сарнаджур, Воскепар, Гетік, Агда.
Територією Вірменії річка протікає повністю через марз Тавуш. На річці Агстев розташовані міста Діліжан, Іджеван. В басейні річки Діліжанський заповідник.